# Sixtus (grup de música)
Sixtus fou un grup musical català de rock, ska, reggae i punk actiu durant dotze anys, des del 2013 fins que es dissolgué el 2025. Originari d'Osona, estigué especialment centrat en versions de banda dels èxits de la música catalana de les dècades del 1990, 2000 i 2010, per bé que publicà cançons pròpies.
La banda la conformaren Jordi Company (Torelló), Rai Pujol (Roda de Ter), Aleix Garcia (Vinyoles d'Orís), Jordi Llimós (Sant Hipòlit de Voltregà), Gil Grau i Nil Molas (Manlleu) i Marc Culebras (Navàs). La seva primera aparició com a grup fou al Mercat de Música Viva de Vic. L'any 2020, durant la pandèmia per la COVID-19, reberen una cobertura mediàtica significativa en català per la seva oda musical a l'epidemiòleg català Oriol Mitjà i Villar.
Durant part de la seva existència, Sixtus fou considerat un dels grups de versions amb més projecció dels Països Catalans, atesa la seua interacció amb el públic juvenil i un repertori de tarannà innovador amb temes musicals consolidats. En aquest sentit, fou nominat en la categoria de millor grup de versions per a festes majors en els Premis ARC de 2019 —atorgats per l'Associació de Representants, Promotors i Mànagers de Catalunya.
Celebraren el seu darrer concert el 4 de juliol del 2025 a la Plaça Major de Vic, a la mateixa ciutat en què debutaren.